# Telmatobius jelskii
Espèce
Synonymes
- Pseudobatrachus jelskii Peters, 1873
- Telmatobius walkeri Shreve, 1941
- Telmatobius jelskii bufo Vellard, 1955
- Telmatobius jelskii longitarsis Vellard, 1955

Statut de conservation UICN

 NT  : Quasi menacé
Telmatobius jelskii est une espèce d'amphibiens de la famille des Telmatobiidae.

## Répartition
Cette espèce est endémique du Pérou. Elle se rencontre entre 2 700 et 4 500 m d'altitude dans les régions d'Ayacucho, de Huancavelica et de Junín.

## Étymologie
Cette espèce est nommée en l'honneur de Konstanty Jelski.

## Publication originale
- Peters, 1873 : Über Zwei Giftschlangen aus Afrika und über neue oder weniger bekannte Gattungen und Arten von Batrachiern. Monatsberichte der Königlich Preussischen Akademie der Wissenschaften zu Berlin, vol. 1873, p. 411-418 (texte intégral).